# 대한민국 형사소송법 제457조의2
대한민국 형사소송법 제457조의2는 불이익변경금지원칙에 대한 형사소송법 조문이다.

## 조문
제457조의2(형종 상향의 금지 등)
1.피고인이 정식재판을 청구한 사건에 대하여는 약식명령의 형보다 중한 종류의 형을 선고하지 못한다.
2.피고인이 정식재판을 청구한 사건에 대하여 약식명령의 형보다 중한 형을 선고하는 경우에는 판결서에 양형의 이유를 적어야 한다.
[본조개정 2017.12.19]

## 해설
불이익변경의 여부를 판단함에 있어서 형의 경중을 규정하고 있는 형법 제50조를 기준으로 하면서 전체적 판단방법에 의하여 피고인에게 과하여지는 자유구속과 법익박탈의 정도를 전체적, 실질적으로 비교하여 결정한다.

## 사례
벌금 500억원의 약식명령을 징역 1개월의 형, 집행유예 2년으로 변경하는 것은 불이익변경금지원칙 위반이 된다. 자유형이 벌금형보다 중하기 때문이다.